# 高橋伊望
高橋 伊望（たかはし いぼう、1888年（明治21年）4月20日 - 1947年（昭和22年）3月18日）は、日本の海軍軍人。太平洋戦争において司令長官職を歴任した海軍中将である。

## 経歴

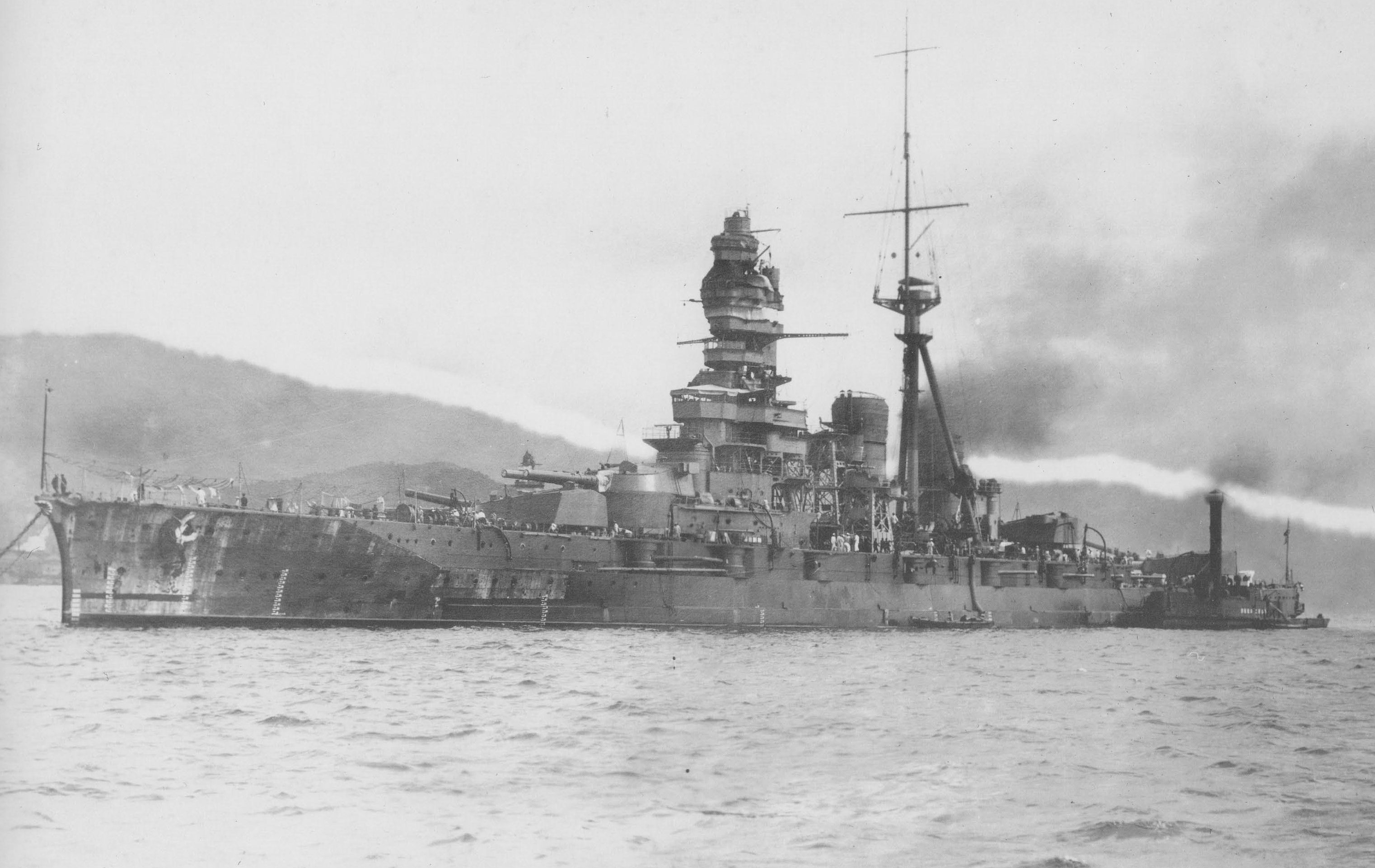
艦長を務めた｢霧島｣

福島県出身。相馬中学を経て1908年(明治41年)、海軍兵学校36期を卒業。席次は入校時192名中5番。在校中2学年とも学術優等章を授与され、191名中10番で卒業した。同期に南雲忠一、沢本頼雄、清水光美らがいる。
高橋は海軍砲術学校を修了した砲術専攻士官で、戦艦「石見」砲術長を務めた。海軍大学校17期を卒業後、2年間英国に駐在している。ロンドン海軍軍縮会議では随員を務め、帰国後は海軍省副官となる。会議後の帝国議会では海軍政務次官経験者が海軍造艦政策に対する追求を行ったが、艦政本部での経験を活かし、海相安保清種を補佐した。戦艦｢霧島｣艦長、軍令部第二部長を経て、連合艦隊参謀長に就任。永野修身、吉田善吾、山本五十六を補佐している。最も期間が長かった吉田は自ら主導権を発揮するタイプの指揮官で、参謀長の職責についても厳しく、高橋は吉田の息子（海兵出身）に｢よく叱られました｣と笑いながら語ったという。
第三艦隊司令長官としては、対米避戦派であったが、太平洋戦争開戦を迎え、フィリピン攻略戦や蘭印作戦に参加した。その後、第二南遣艦隊司令長官、南西方面艦隊司令長官を歴任。呉鎮守府司令長官時代には戦艦｢陸奥｣の爆沈事故が発生している。同職在職中に病を得、1944年(昭和19年)12月、予備役に編入された。
正教会(日本ハリストス正教会)所属のクリスチャンであり、名前の伊望はその聖名(洗礼名)イオアン(ヨハネ)の漢訳から来ている。稚松会会員。

## 親族
父の高橋修斎は旧会津藩士。医師であったが武家に戻り、鳥羽・伏見の戦い、北越戦争、会津戦争と歴戦した。戦後医師に復帰し、同藩士・永井民弥（180石）の娘・竜田と結婚した。竜田は会津若松城に篭城して戦っている。高橋の長男・太郎は海兵69期出身で戦死した海軍少佐、次男・義郎は海兵71期出身で海軍大尉、三男・鉄朗は海兵75期、四男は海兵78期である。

## 年譜
- 1910年（明治43年）1月5日 - 任 海軍少尉
- 1911年（明治44年）12月1日 - 任 海軍中尉
- 1913年（大正2年）12月1日 - 海軍大学校乙種学生
- 1914年（大正3年）5月27日 - 砲術学校高等科学生
  - 12月1日 - 任 海軍大尉、防護巡洋艦・利根分隊長
- 1916年（大正5年）1月10日 - 戦艦・扶桑分隊長
  - 12月1日 - 横須賀鎮守府副官兼参謀
- 1917年（大正6年）12月1日 - 海軍大学校甲種学生
- 1919年（大正8年）12月1日 - 第二水雷戦隊参謀
- 1920年（大正9年）12月1日 - 任 海軍少佐、戦艦・石見砲術長
- 1921年（大正10年）7月1日 - 艦政本部第一部部員
- 1923年（大正12年）4月1日 - 兼軍需局第一部第一課員
  - 8月13日 - 造兵監督官、英国出張
- 1924年（大正13年）12月1日 - 任 海軍中佐
- 1925年（大正14年）8月1日 - 命帰朝
- 1926年（大正15年）2月20日 - 軽巡洋艦・多摩副長
  - 12月1日 - 艦政本部総務部第一課員
- 1929年（昭和4年）8月20日 - 軽巡洋艦・天龍艦長
  - 11月1日 - 軍令部出仕兼軍務局出仕
  - 11月1日 - ロンドン海軍軍縮会議全権随員
  - 11月30日 - 任 海軍大佐
- 1930年（昭和5年）12月1日 - 海軍省副官
- 1932年（昭和7年）11月15日 - 赤十字国際会議準備委員会嘱託
  - 12月1日 - 重巡洋艦・愛宕艦長
- 1933年（昭和８年）11月15日 - 戦艦・霧島艦長
- 1935年（昭和10年）3月1日 - 佐世保鎮守府参謀長
  - 11月15日 - 任 海軍少将、軍令部第二部長
- 1937年（昭和12年）11月15日 - 連合艦隊参謀長兼第一艦隊参謀長
- 1939年（昭和14年）11月15日 - 任 海軍中将、馬公要港部司令官
- 1941年（昭和16年）4月10日 - 第三艦隊司令長官
- 1942年（昭和17年）3月10日 - 第二南遣艦隊司令長官
  - 4月10日 - 兼 南西方面艦隊司令長官
  - 11月10日 - 呉鎮守府司令長官
- 1943年（昭和18年）6月21日 - 軍令部出仕
- 1944年（昭和19年）12月20日 - 予備役

## 栄典・授章・授賞
- 1910年（明治43年）3月22日 - 正八位[7]
- 1915年（大正4年）2月10日 - 正七位[8]

## 注
1. ↑  首席の栽仁王は卒業前に死去し、他に1名が候補生を免官となっているため事実上は8番である。